# Hypanthidioides rubripes
Hypanthidioides rubripes là một loài Hymenoptera trong họ Megachilidae. Loài này được Urban mô tả khoa học năm 1996.